# Aitor Arana Luzuriaga
Aitor Arana Luzuriaga (Legazpi, 21 de desembre de 1963) és un lingüista, escriptor, traductor i esperantista basc.
Va iniciar la seva vida professional com a professor d'euskera. Va començar a escriure als 17 anys, començant una prolífica carrera d'escriptor i traductor que compta amb diverses desenes de títols, la majoria dels quals en euskera. Ha rebut nombrosos premis per les seves obres en diverses categories, com novel·la o teatre. S'ha especialitzat en la literatura infantil i juvenil. Algunes de les seves obres originals han estat traduïdes a altres llengües. És autor de diferents estudis lingüístics sobre les varietats dialectals de l'èuscar i és un ferm defensor de l'esperanto com a oportunitat per a les llengües minoritzades.

## Obres

### Contes
- Ipuin lizunak (1994, Haranburu)
- Ipuin ilunak (1995, Haranburu)
- Gaueko ortzadarra (1997, Pamiela)
- Haize gorria (1999, Hiria)
- Atharratzeko erregina (2000, Hiria)
- Bervalen gertatuak (2000, Hiria)
- Onan (2000, Txalaparta)
- Hiru istorio bortxazko (2001, Hiria)
- Ipuin entzulea (2001, Euskaltzaindia-BBK)
- Sexuketan (2002, Hiria)
- Ezohiko ipuinak (2005, Hiria)
- Lehenbiziko ipuinak (2005, Hiria)
- Ordaina (2008, Arabako Foru Aldundia)
- Xut (2008, Hiria)

### Novel·la
- Historia lazgarria (2001, Euskaltzaindia-BBK)
- Bost ahizpa (2003, Euskaltzaindia - BBK) - 178 orr.
- Aita-semeak (2005, Hiria)
- Errege hilobia (2006, Elea)
- Oscar eta Sebastian (2009, Kutxa Fundazioa)
- ETAko buruzagi (2010, Hiria)
- Dorian Grayren egiazko erretratua (2011, Txalaparta)
- Sacamantecas nuen aita (2012, Txalaparta)

### Assaig
- BBK-Euskaltzaindia literatura sarien historia (1958-2003) (2004, Euskaltzaindia)
- Etruskoak. Ziurtasunaren eta zalantzaren artean (2004, Hiria)

### Literatura infantil i juvenil
- Azkonarren laguna (1987, Elkar)
- Loaren bidez (1990, SM)
- Afrikako semea (1991, Elkar)
- Jainko txikia (1994, Elkar)
- Urtegi misteriotsua (1994, Elkar)
- Uxue eta Urtzi (1997, Ibaizabal)
- Herauskorritse (1998, Mensajero)

- Nitjerida eta Koomori saguzarrak (1998, Ibaizabal)
- Buztantxoren larrialdiak (2000, Elkar)
- Erregina bahitua (2000, Edebe-Giltza)
- Josu, Asier eta... (2000, Mensajero)
- Amodioaren gazi-gozoak (2001, Ibaizabal)
- Irunberriko sorginak (2003, Txalaparta)

### Teatre
- Azken gurasoak (2003, SM)
- Lagun mina (2003, Euskaltzaindia - BBK)
- Editorea (2006, Kutxa Fundazioa)
- Egin bedi zure nahia (2008, Hiria)

### Lingüística
- Zaraitzuko hiztegia (2001, Hiria-Nafarroako Gobernua)
- Zaraitzuko euskara (2001, Hiria-Nafarroako Gobernua)
- Izarbeibarko hiztegia (2002, Hiria-Nafarroako Gobernua)
- Nafarroako ipar-ekialdeko euskara. Irunberritik Aezkoaraino (2003, Alttafaylla)
- Nafarroako euskalkiak. Hegoaldeko goi-nafarrera. Hiztegia (2004, Hiria)
- Zaraitzuera. Irakurgaiak (2004, Hiria)

### Esperanto
- Esperantoa ikasgai (1990, 2a ed. 2016). Manual d'aquesta llengua auxiliar internacional en euskera
- Memorajoj de euska bovino (1999). Traducció a l'esperanto de les "Memòries d'una vaca basca" de Bernardo Atxaga
- Portreto de Dorian Gray (2012). Traducció a l'esperanto de l'obra d'Oscar Wilde
- Klaŭda kaj la rivera sekreto (2013)
- Fajra amo (2015)
- Eŭska-Esperanta Esperanta-eŭska vortaro / Euskara-esperantoa Esperantoa-euskara hiztegia (2015). Gran diccionari esperanto-euskera[4]